# Therese Brunsvik

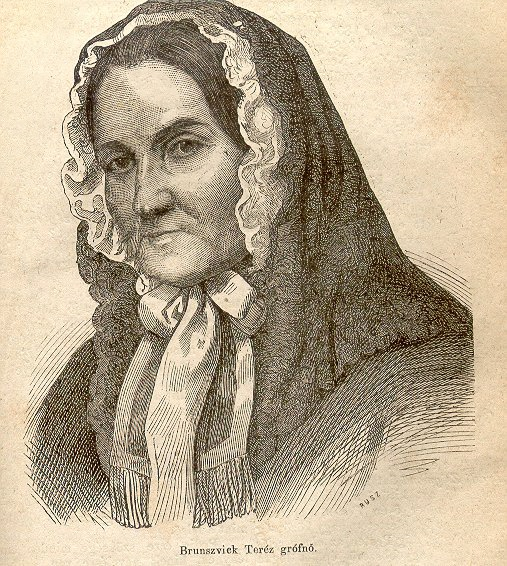
Therese Brunsvik, Porträtzeichnung

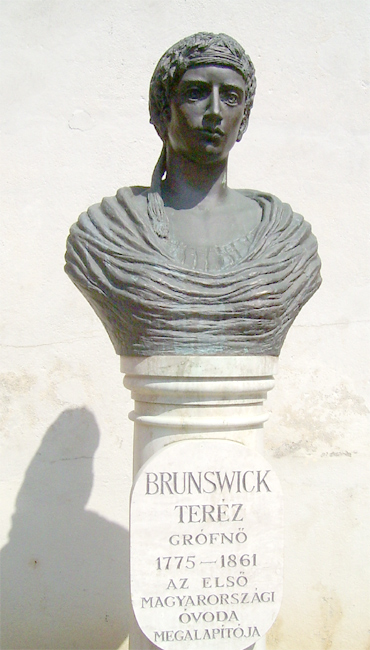
Büste von Therese Brunsvik

Gräfin Therese Brunsvik de Korompa, ungarisch Brunszvik Teréz [Schreibweise in der Lit. auch: Therese von Brunswick] (* 27. Juli 1775 in Preßburg; † 23. September 1861 in Vácduka, Komitat Pest) war eine ungarische Adlige, Vertraute von Ludwig van Beethoven und Gründerin der Kindergärten in Ungarn. Sie war die Schwester von Josephine Brunsvik und Franz Brunsvik.

## Leben und Wirken
Theresia Josepha Anna Johanna Aloysia Brunsvik entstammte dem ungarischen Adelsgeschlecht Brunsvik. Sie war das älteste von vier Kindern des Anton Brunsvik de Korompa (1745–1793) und dessen Ehefrau Elisabeth Freiin Wankel von Seeberg (1752–1830), die Hofdame bei Kaiserin Maria Theresia war. Die Ehe kam durch Fürsprache der Kaiserin zustande, deshalb wurde das Mädchen auch auf den Namen ‚Theresia‘ getauft und Maria Theresia übernahm höchstpersönlich die Patenschaft. Zusammen mit ihren Geschwistern wuchs Therese, solange der Vater lebte (er starb 1793),
in einer geregelten aber frei lassenden Erziehung auf, eingebunden in die Jahreszeit. In den Wintermonaten lebte die Familie mit der Dienerschaft zumeist in ihrem großen Stadthaus, oben am Königsberg in Ofen... Dort erhielten die Kinder geregelten Unterricht. In den Sommermonaten aber genossen die Geschwister mehr Freiheit im Schloß und Gut Martonvasar: sie durften sich dort ihre Lektüre selbst auswählen, musizieren, ritten auf ihren Pferden aus oder genossen im Kahn die Stille des kleinen Sees.
Komtesse Theresia war musikalisch sehr begabt. Bereits im Alter von sechs Jahren durfte sie bei Schlosskonzerten mitwirken und Antonio Rosetti auf dem Klavier vorspielen. Da sie eine schöne Altstimme hatte, sang sie bei Lieder- und Konzertabenden im elterlichen Schloss. Ferner beherrschte sie mehrere Sprachen in Wort und Schrift, unter anderem Französisch, Englisch sowie Italienisch, und zeigte auch im Malen und Zeichnen eine überdurchschnittliche Begabung. Seit dem Sommer 1799 standen sie und ihre jüngere Schwester Josephine in enger Verbindung zu Ludwig van Beethoven. Schon bei ihrer ersten Begegnung hatte Therese den nur fünf Jahre älteren Pianisten und Komponisten durch ihr Können auf dem Klavier so nachhaltig beeindruckt, dass er spontan den intensiven Kontakt zur Familie von Brunsvik aufnahm und die beiden Schwestern unentgeltlich auf dem Klavier unterrichtete: „Er, der das Unterrichten eigentlich hasste, ging jeden Nachmittag [des Sommers 1799] zu den Brunsviks und verbrachte Stunden damit, das Klavierspiel der beiden jungen Frauen zu verbessern.“ Dass seine nicht zuletzt auch von amourösen Gefühlen bestimmten Annäherungsversuche nicht zu einer Heirat führten, lag in der Familienpolitik der Mutter begründet, die zur standesgemäßen Absicherung ihrer Töchter Kontakte zu finanzkräftigeren und dem Adel angehörenden Bewerbern anbahnte. Dessen ungeachtet verblieben Therese, ihr Bruder Franz und insbesondere Josephine in engem Kontakt mit Beethoven, was seinen Niederschlag nicht zuletzt in der Widmung von Werken wie der Sonate op. 57 („Appassionata“) an Franz und der Sonate op. 78 an Therese fand.
Am 1. Juni 1828 gründete Therese in Buda die erste Kleinkinderschule (Kleinkinderbewahranstalt) Ungarns unter dem Namen Angyalkert, d. h. „Engelsgarten“. In dieser arbeitete ein Lehrer als Kinderbetreuer: Mattäus Kern. Sofort erhoben sich Bedenken gegen diese neue von einer Frau gegründeten und ihr unterstellten Einrichtung; die Regierung befürchtete die Unterstützung revolutionärer Ideen: man meinte, es könnten in den Engelsgärten kleine ‚Carbonari‘ erzogen werden … So wurde der Einfluß der Gräfin Bunszvik auf die Entwicklung der Kleinkinderschule in ihrem Vaterlande sehr gehemmt. Sie litt darunter, gab aber ihre Bemühungen nie auf.
Viele Jahre verbrachte Brunsvik im Ausland. Ihr Weg führte sie nach Bayern, Italien, nach Dresden, Genf und Paris. In München und  Augsburg nahm sie tätigen Anteil am Aufbau von Kleinkinderbewahranstalten (auch Kleinkinderschulen, später Kindergärten genannt). So war sie beispielsweise 1834 maßgebend an der Gründung des Frauenvereins für Kleinkinderbewahr-Anstalten in Residenzstadt des Königreichs Bayern beteiligt, der die Trägerschaft von zwei neu errichteten Kindergärten übernahm.
Einige Zeit weilte sie in Genf, wo sie sich ebenfalls für die Kleinkinderbewahrstalten engagierte. In der Schweiz lernte sie Johann Heinrich Pestalozzi kennen, dessen Anstalt bei Yverdon sie für längere Zeit besuchte. Darüber schrieb sie in ihren Memoiren:
 So war der sechswöchentliche Aufenthalt in Yverdon abermals eine Kette unausweichlichen Geschickes, das der Lenker der Seelen uns vorbestimmt hatte. Dort lernte ich kennen, was mein Geist bedurfte: Wirkung auf das Volk.
Diese Begegnung war entscheidend für ihre Zukunft. Sie wurde Vorreiterin der Frauen- und Kleinkinderbildung in Ungarn. Sie selbst gründete elf Kindergärten, eine Berufsschule, eine höhere Mädchenbildungsanstalt (in Zusammenarbeit mit ihrer Nichte, Blanka Gräfin von Teleki) und eine Hauswirtschaftsschule und rief 1836  einen Verein für die Einrichtung von Kindergärten ins Leben.
Bis zu ihrem Tod stieg die Zahl der vorschulischen Einrichtungen in Ungarn auf 80. Sie forderte die Regierung zur Regelung der Bildung von Kindergärtnerinnen auf und schrieb mehrere Fachbücher über die Bedeutung frühkindlicher Erziehung. Seit 1837 gibt es in Ungarn Ausbildungen für Kindergärtnerinnen, seit dem 1. September 1959 als Hochschulstudium.
Neben ihrem Einsatz für die Verbreitung der Kleinkinderbewahranstalten setzte sie sich seit 1848 leidenschaftlich für die ungarische Volksgruppe und für eine Loslösung Ungarn von der Bevormundung Österreichs ein. Somit verfolgte sie mit der Gründung von Institutionen für kleine Kinder auch nationale Ziele: Verbreitung der ungarischen Kunst, der ungarischen Sprache, der Erziehung einer rein ungarischen Generation. Dasselbe erwarteten auch ihre patriotischen Zeitgenossen von diesen Anstalten.
Therese Brunswick hat niemals geheiratet und bis an das Ende ihrer Tage blieb sie eine begeisterte Musikliebhaberin und große Verehrerin Ludwig van Beethovens und seiner Musik. Sie hinterließ einen großen schriftlichen Nachlass und zahlreiche Tagebuchaufzeichnungen, die für die heutige Beethoven-Forschung von großer Bedeutung sind.
Den letzten Abschnitt ihres Lebens verbrachte Therese Brunsvik bei ihrer Cousine Julia Brunsvik (* 1786, † 1866), verwitwete Forray, auf deren kleinem Landgut in Vácduka. Dort starb sie auch am 23. September 1861, hochbetagt, im Alter von 86 Jahren. Ihre sterblichen Überreste wurden nach Martonvásár überführt und am 27. September 1861 dort beigesetzt.